# Parque de Rock Creek
El parque de Rock Creek, en inglés, Rock Creek Park, o en español Parque del arroyo Rock, es un gran parque urbano que biseca el cuadrante de Noroeste de Washington, D.C.  El parque de 8 kilómetros cuadrados fue creado por un Acta de Congreso en 1890, y hoy está administrado por el Servicio de Parques Nacionales.  Además del propio parque,  la unidad administrativa de Rock Creek del Servicio de Parques Nacionales administra otras propiedades federales en el Distrito de Columbia localizadas al del norte y del oeste del National Mall, incluyendo el Parque Meridian Hill en la Calle 16, N.W., la Vieja Casa de Piedra en Georgetown, y alguno de los parques de  Fort Circle, una serie de baterías y fuertes que rodean el Distrito de Columbia y que sirvieron para su defensa durante la Guerra Civil de los EE. UU.

## Historia
Rock Creek fue establecido por un acta del Congreso de los Estados Unidos convertida en una ley por el presidente Benjamin Harrison el 27 de septiembre de 1890, tras la activa campaña de Charles C. Glover y otros líderes cívicos y en los albores de la creación del Zoológico Nacional el año precedente. 
Fue el tercer parque nacional establecido por los Estados Unidos, tras el parque nacional de Yellowstone en 1872 y el parque nacional Mackinac en 1875. 
El parque nacional de las Secuoyas fue creado al mismo tiempo y el parque nacional de Yosemite poco después. En 1933, el parque Rock Creek pasó a formar parte de la recientemente creada unidad de Parques de la Capital Nacional del Servicio de Parques Nacionales.
El Acta del  parque de Rock Creek autorizó la compra de un máximo de 2,000 acres de tierra, extendiéndolo hacia el norte desde el puente de Klingle Ford en el Distrito de Columbia (aproximadamente en el límite del norte del Zoológico Nacional), para ser "perpetuamente dedicado y conservado como un parque público o instalación de recreo para el uso y disfrute de los habitantes de los Estados Unidos". El Acta también solicitaba controles para "proporcionar la preservación contra cualquier daño o el expolio de cualquier madera, animales o curiosidades dentro del citado parque y el mantenimiento en su condición natural, tan similar como fuera posible". El parque Rock Creek es el parque urbano natural más antiguo en el Sistema de Parques Nacionales. La construcción del parque comenzó en 1897.
En 1913, el Congreso autorizó la creación  del paseo de coches de Rock Creek y el Potomac y extendió el parque a lo largo de un estrecho corredor desde el zoológico a la desembocadura del arroyo Creek en el río Potomac. El paseo de coches es una importante vía de tráfico, especialmente a lo largo del sección al sur del zoológico. El parque es patrullado por la Policía de Parques de los Estados Unidos.

## Descripción

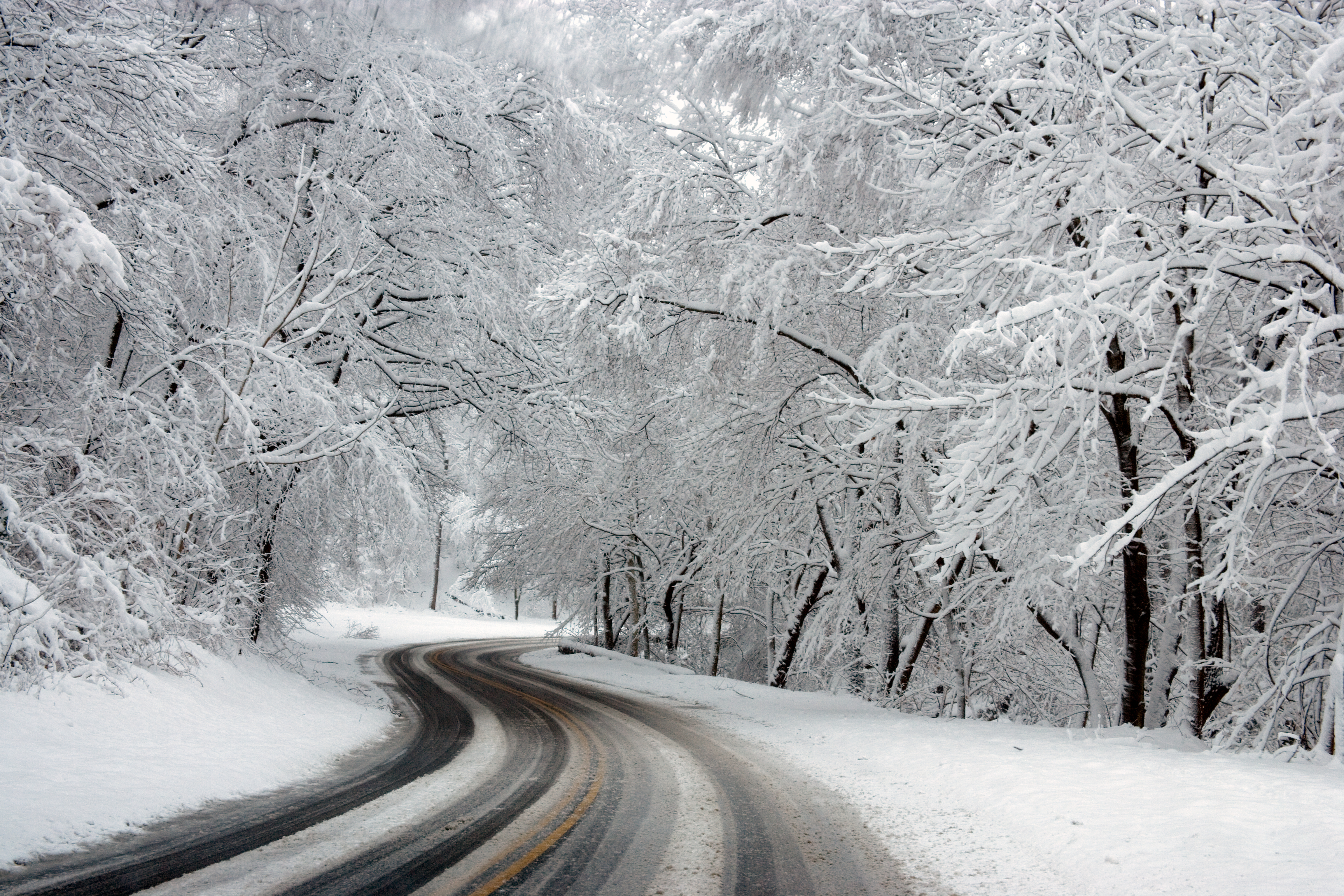
Parque de Rock Creek, Washington D. C.

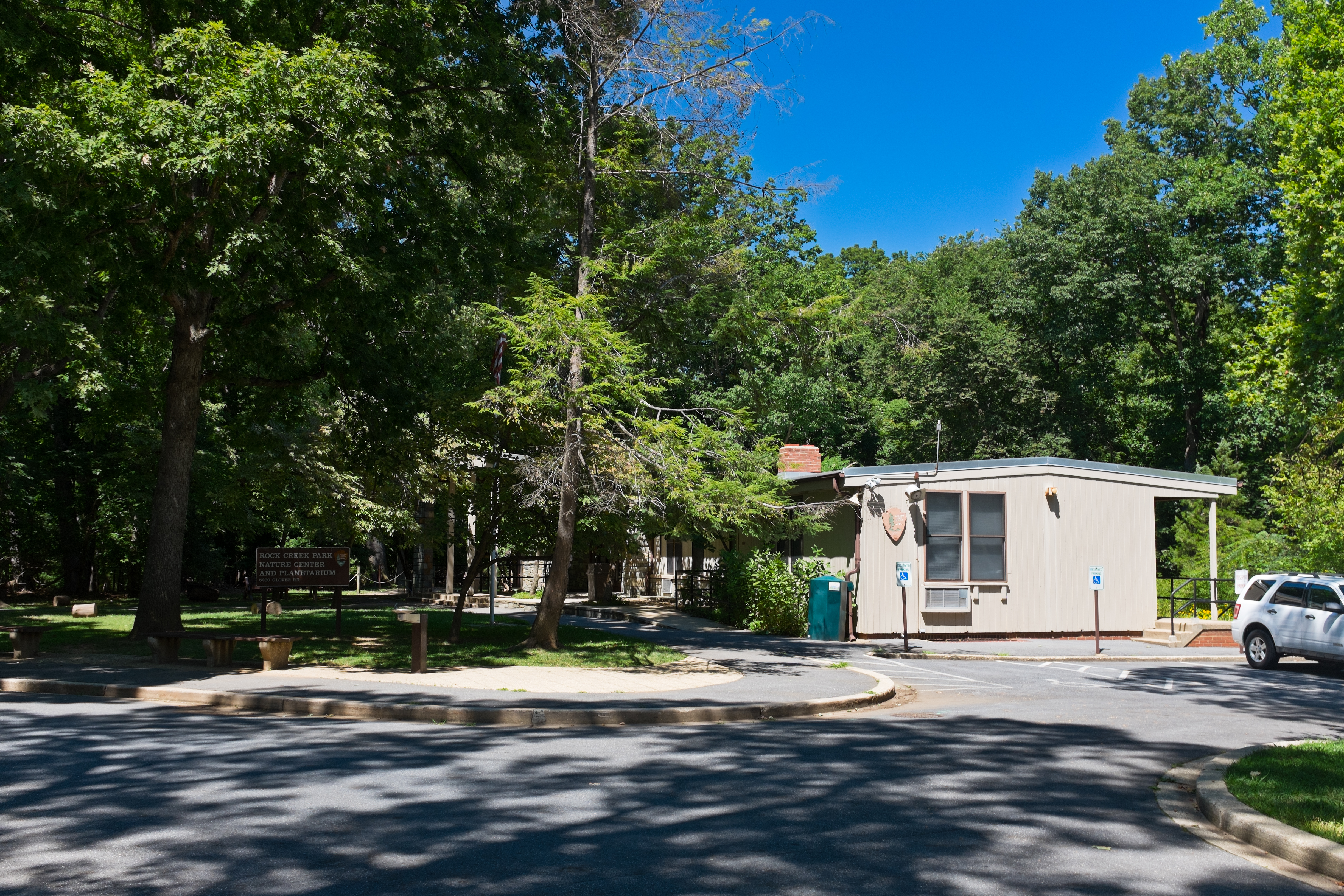
Centro de Naturaleza de Rock Creek y planetario

La sección principal del parque abarca 7,10 km² (2,74 mi2 ,1.754 acres ), a lo largo del valle del arroyo Rock. Incluyendo otras áreas verdes que el parque administra (Parque Glover Archbold, Parque Montrose, Parque de los Robles de Dumbarton, Parque Meridian Hill, Parque de la batería Kemble, Parque Palisades, Parque Whitehaven, etc.),  abarca más de 8 km²  (3 mi2 , 2.000 acres).
El parque sigue el curso del arroyo Rock a través de la frontera entre el Distrito de Columbia y Maryland para conectar el parque de Rock Creek Stream Valley y el Parque regional Rock Creek en el condado de Montgomery. Los parques de Maryland están operados por el Maryland-Parque de la Capital Nacional y Comisión de Planeamiento .
El Distrito histórico del arroyo Rock fue registrado en el Registro Nacional de Sitios Históricos el 23 de octubre de 1991.
Las instalaciones de recreo incluyen un campo de golf, sendas ecuestres, instalaciones deportivas que incluyendo en un estadio de tenis que alberga importantes eventos internacionales, un centro de naturaleza, un planetario, el anfiteatro Carter Barron, un auditorio exterior para conciertos, instalaciones para pícnic y parques infantiles. El parque de Rock Creek también alberga exposiciones culturales, incluyendo el histórico Molino Peirce. Rock Creek es un lugar popular  para correr, practicar ciclismo, y patinaje sobre ruedas, especialmente en el largo Paseo de Playa, porciones del cual son cerrados al tráfico los fines de semana.
Un número de destacados puentes de la ciudad, como los de Lauzun's Legion, Dumbarton, Taft y Duke Ellington, se suceden a lo largo del arroyo.
Entre los monumentos del parque destacar un banco de granito rosa cerca del Paseo de la Playa al sur del Molino Peirce, dedicado el 7 de noviembre de 1936 por Presidente Franklin Delano Roosevelt a la memoria del que fue embajador francés en Washington Jean Jules Jusserand. En 2014, fue nombrado "mejor monumento oculto" por la publicación  Washington City Paper.

### Centro hípico
El centro hípico del parque Rock Creek, fundado en 1972, está situado en medio del parque cerca del Centro de Naturaleza. Las cuadras, gestionadas por el Guest service Inc, tiene 57 establos, dos anillos exteriores, uno anillo interior, y tres prados. El establo organiza paseos de a caballo, paseos en pony y clases para el público, así como lugar de alojamiento para caballos privados. El establo enseña principalmente equitación inglesa, con un énfasis en el salto de bajo nivel y la doma clásica.
El centro hípico es también la sede del  Rock creek Riders, un programa de equitación terapéutico para adultos y niños con necesidades especiales en el área del D.C. Los pasados participantes en el programa incluyen veteranos de los conflictos de Irak y Afganistán con daños cerebrales  y personas con autismo, parálisis cerebral o desórdenes de déficit de atención. 
El programa es gestionado por voluntarios  y se basa en donaciones y contribuciones para su financiación. Con anterioridad, Rock Creek Riders había trabajado con la Policía Montada de Estados Unidos, el Servicio de Parques Nacionales, el Proyecto Guerrero Herido y los programas asistidos Caisson Platoon Equine para proporcionar estos servicios de equitación terapéuticos.
Los campamentos de verano del centro hípico son populares entre los residentes del DC. El centro hípico ofrece  campamento de verano de 9 a 3 para niños de más de ocho años, y un campamento de tarde de dos horas campamento para niños entre cinco y ocho años. El establo también implementado programa de verano formación de monitores para adolescentes.

### El Molino Peirce

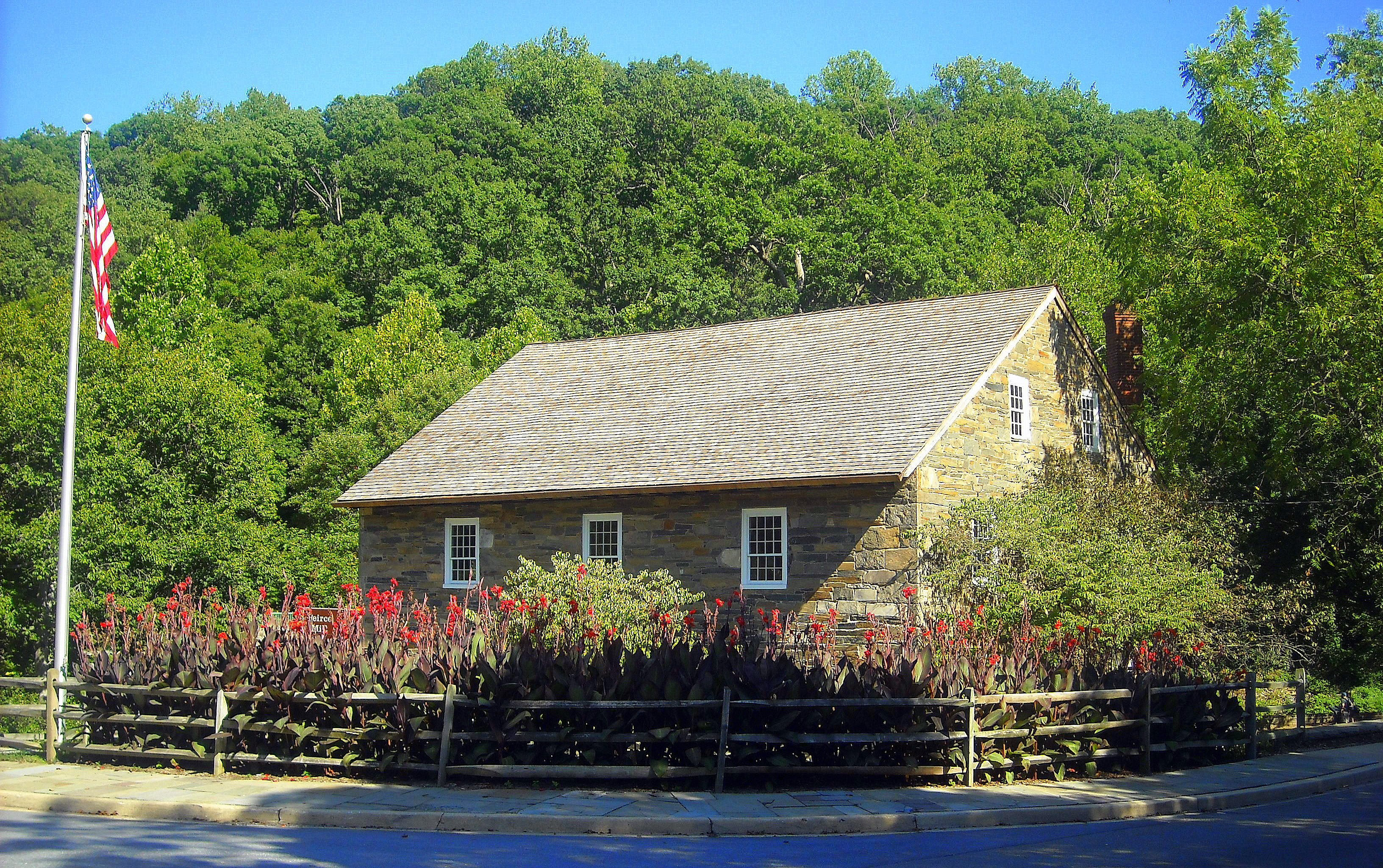
El Molino Peirce

El Molino Pierce es un antiguo molino de agua para moler cereales situado dentro del parque de Rock Creek. Hubo al menos ocho molinos a lo largo de arroyo Rock dentro de lo que es ahora Washington D. C., y muchos más río arriba en el condado de Montgomery en Maryland. De aquellos ocho, Peirce es el único molino que todavía está en pie.
Fue construido en la década de 1820 por Isaac Peirce, junto con una casa, un granero y otros edificios. Más tarde pasó a su hijo, Joshua Peirce y un sobrino Peirce Shoemaker. Pasó a ser parte del parque Rock Creek en 1892.
El familiar coherentemente deletreó su nombre "Peirce" (excepto algunos de los antepasados de Isaac Peirce quién lo hizo como Pearce). Otros a menudo el usaron "Pierce" pero no la familia. La evidencia incluye lápidas familiares, la Biblia familiar, y libro de propiedad de Joshua Peirce, y los descendientes aún vivos quienes todavía utilizan la antigua grafía.
El molino fue incluido en Registro Nacional en 1969 cuando como Molino Peirce. Fue restaurado y se reabrió el 15 de octubre de 2011.
El cobertizo para carruajes de Peirce, adyacente al molino, abre habitualmente todos los días. El cobertizo es el punto de contacto de Servicio de Parques Nacionales. El cobertizo era parte de la propiedad de los Peirce construida en 1810 y fue utilizado como habitación para ensillar y cobertizo de carruajes. El cobertizo es ahora un pequeño museo que contiene información en el proceso de molienda, la propiedad de los Peirce y otros molinos a lo largo del valle del arroyo Rock.

## Administración
como originalmente fue autorizado por Congreso, el parque ha estado gobernado por la Comisión de parque de Rock Creek, que comprende el Jefe de Ingenieros del Ejército, el ingeniero del Distrito de Columbia, y tres delegados presidenciales.   En 1933, el parque, junto con otros parques de la Capital Nacional, fue transferido a la jurisdicción del Servicio de Parques Nacionales.
Parque Rock Creek es también una unidad administrativa del Servicio de Parques Nacionales responsable de la administración de 99 propiedades en el Distrito de Columbia al norte y oeste del National Mall y Parques Conmemorativos.  Las propiedades incluyen varios parques, paseos de coches, edificios, rotondas, cruces en triángulo, monumentos, y estatuas e incluyen:
| - Broad Branch - East Beach Drive - Klingle Valley Parkway - Melvin C. Hazen Park – Al sur de la calle Tilden a ambos lados de la Avenida Connecticut, NW - Normanstone Parkway – A lo largo de Normanstone Drive cruzando la Avenida Massachusetts, NW del US Naval Observatory - North Portal - Pinehurst Parkway - Piney Branch Parkway - Soapstone Valley Park - parque Barnard Hill - Parque Bryce – Avenida Massachusetts entre la avenida Wisconsin y la calle Garfield, NW - Parque Dumbarton Oaks - Memorial Francis Scott Key - Parque Georgetown Waterfront - Parque Glover-Archbold - Little Forest - Antes llamado parque Francis G. Newlands - Parque Meridian Hill - Parque Montrose - Parque Wesley Heights – A lo largo de las calles Fulton y Edmunds, NW, conectando el parque Palisades con el parque Glover-Archbold - Parque Whitehaven – Al sur de la calle W, NW conectando el parque Glover-Archbold con el parque Dumbarton Oaks - Parque Woodley (Playground) – Courtland y Devonshire Places, NW | - Chevy Chase Circle - Grant Circle - Sherman Circle - Tenley Circle - Ward Circle - Westmoreland Circle - Battleground National Cemetery - Fort Circle Parks – desde el Parque Palisades al Fuerte Lincoln - Parque Battery Kemble - Fort Bayard Park - Fort Bunker Hill Park - Fort DeRussy - Fort Reno Park - Fort Slocum Park - Fort Stevens Park - Fort Totten Park - Vieja Casa de Piedra (Old Stone House) - Estatua Francis Asbury - Memorial Guglielmo Marconi - Memorial James Cardinal Gibbons - Estatua del Major General George B. McClellan - Parque Rabaut - Memorial Peter Muhlenberg - Estatua de Robert Emmet |

### Parques Montrose y Dumbarton Oaks
El parque Montrose ocupa un terreno que perteneció a Robert Parrott. 
Adyacente a él está el  parque Dumbarton Oaks, parque de los Robles de Dumbarton, el cual preserva las tierras de la antigua finca Dumbarton Oaks . La casa y su jardín no son parte del parque.
Ambos parques fueron incluidos en la lista del Registro Nacional de Sitios Históricos el 28 de mayo de 1967.

### Vieja Casa de Piedra
La Vieja Casa de Piedra, Old Stone House en inglés, el edificio más antiguo de Washington D. C. Es una sencilla vivienda del siglo XVIII. La casa es un popular museo, que muestra la vida diaria de colonizadores de clase media. Fue adquirida por el gobierno federal en 1953 y ha estado abierta al público desde la década de 1960s. La casa está localizada en el barrio de Georgetown. No está situada en un terreno contiguo al  parque Rock Creek, pero la propiedad está gestionada por el personal de parque.

## Importancia demográfica
A lo largo de los cuadrantes del D.C. (i.e., Noroeste, Sudoeste, Nordeste y Sudeste) hay metónimos geográficos primarios divisiones raciales y de clase, cuando el parque de Rock Creek separa destacados barrios como Georgetown, Cathedral Heights  y Spring Valley del resto de la ciudad, la denominación WOTP (West of the Park, al oeste del Parque) y EOTP (East of the Park, al este del Parque) también servir para esta función.

## Historia legislativa
Autorizaciones del Congreso:
- Parque Rock  Creek – 27 de septiembre de 1890
- Parque Meridian hill -  25 de junio de 1910
- Parque Montrose – 2 de marzo de 1911
- Paseo del coches de rock Creek y Potomac – 4 de marzo de 1913
- Parque Dumbarton Oaks – 2 de diciembre de 1940